# Decybel
| Decybel 10 log10 (X) | Wartość X |
| -------------------- | --------- |
| …                    | …         |
| 30                   | 1000      |
| 20                   | 100       |
| 10                   | 10        |
| 0                    | 1         |
| −10                  | 0,1       |
| −20                  | 0,01      |
| −30                  | 0,001     |
| …                    | …         |

Decybel – logarytmiczna jednostka miary równa {\displaystyle {\tfrac {1}{10}}} bela, oznaczana symbolem dB. Używana jest ona w sytuacji, gdy należy porównywać wielkości zmieniające się liniowo w bardzo szerokim zakresie, a najbardziej interesujące są zmiany względne (np. procentowe). Przykładem takiej sytuacji jest pomiar wielkości, których zmiany ludzkie zmysły rejestrują zgodnie z prawem Webera-Fechnera (np. głośność dźwięku, wrażenia węchowe).
Jednostką podstawową jest bel [B], jednak przyjęło się używać jednostki pochodnej – 10 razy mniejszej – czyli 1 dB = 0,1 B = 1/10 B (stąd przedrostek decy). Wartości wyrażane w decybelach odnoszą się do ilorazu dwóch wielkości, danej wielkości {\displaystyle P} do pewnej wielkości odniesienia {\displaystyle P_{0}}
{\displaystyle P_{\text{dB}}=10\log _{10}\left({\frac {P}{P_{0}}}\right),}
gdzie:
{\displaystyle P_{\text{dB}}} – wielkość {\displaystyle P} w decybelach,
{\displaystyle \log _{10}} – logarytm dziesiętny,
{\displaystyle P_{0}} – wielkość odniesienia.

## Przykład
Założeniem jest, że należy pokazać na wykresie jak zmienia się pewna wielkość {\displaystyle P{:}}
{\displaystyle P_{0}} = 1
{\displaystyle P_{1}} = 10
{\displaystyle P_{2}} = 100
{\displaystyle P_{3}} = 1000
{\displaystyle P_{4}} = 10000.
Jeżeli te wartości zostałyby naniesione na skalę liniową, to punkty {\displaystyle P_{0},} {\displaystyle P_{1}} (i zwykle {\displaystyle P_{2},} dla mniej dokładnego wykresu) byłyby zupełnie niewidoczne, przesłonione największa wartością {\displaystyle P_{4}.} Zmieniając skalę na decybelową (logarytmiczną) oraz przyjmując {\displaystyle P_{0}} jako wielkość odniesienia otrzymuje się wielkości {\displaystyle p{:}}
{\displaystyle p_{0}} = {\displaystyle 10\log(P_{0}/P_{0})} = 0 dB
{\displaystyle p_{1}} = {\displaystyle 10\log(P_{1}/P_{0})} = 10 dB
i podobnie:
{\displaystyle p_{2}} = 20 dB
{\displaystyle p_{3}} = 30 dB
{\displaystyle p_{4}} = 40 dB.
Teraz na jednym wykresie można umieścić widoczne zmiany wszystkich wartości, podczas gdy na poprzednim wartości początkowe wydają się być zerowe.

## Moc w skali logarytmicznej
W skali logarytmicznej (w decybelach) często wyraża się moc:
{\displaystyle P\,[{\text{dB}}]=10\log _{10}\left({\frac {P}{P_{0}}}\right).}
Jeżeli wielkością, którą należy wyrazić w decybelach, jest natężenie, energia lub moc związana z drganiami harmonicznymi (drgania mechaniczne, fala elektromagnetyczna, prąd zmienny), wówczas zamiast mocą można posłużyć się amplitudą {\displaystyle A.} Ponieważ moc jest w tym przypadku proporcjonalna do kwadratu amplitudy, wzór przybierze postać:
{\displaystyle L\,[{\text{dB}}]=10\log _{10}\left({\frac {A^{2}}{A_{0}^{2}}}\right)=20\log _{10}\left({\frac {A}{A_{0}}}\right).}

### Elektronika
W przypadku wielkości typu wzmocnienie napięciowe wykorzystuje się następującą definicję decybela:
{\displaystyle K_{u}\,[{\text{dB}}]=20\log _{10}{\frac {U_{2}}{U_{1}}}.}
Wzór ten wykorzystywany jest przy analizie charakterystyk amplitudowych filtrów elektronicznych oraz obiektów automatyki, w których np. o sytuacji, gdy 10-krotny wzrost częstotliwości powoduje 10-krotny wzrost napięcia, mówi się o wzroście 20 dB na dekadę. Dla stosunku napięć lub prądów będzie to {\displaystyle 20\log _{10}{\tfrac {U_{2}}{U_{1}}}.}

### Akustyka

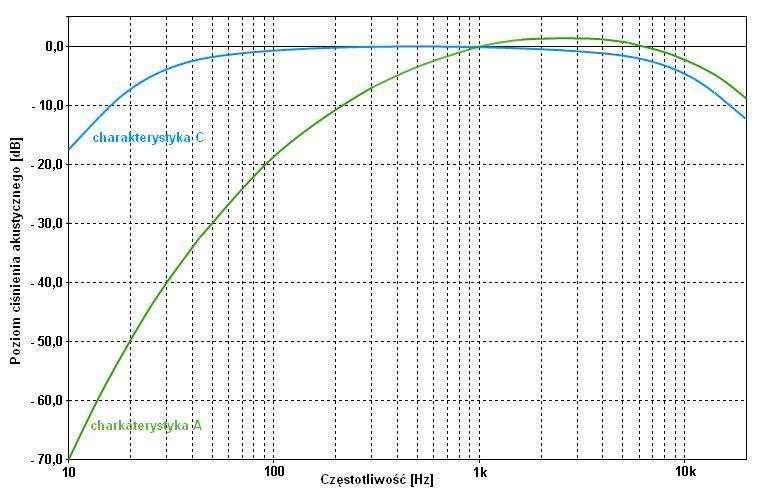
Krzywe częstotliwościowych charakterystyk korekcyjnych A oraz C

Głośność dźwięku jest pojęciem psychoakustycznym związanym przede wszystkim z jego natężeniem lub ciśnieniem akustycznym. Zgodnie z prawem Webera-Fechnera postrzeganie głośności dźwięku przez człowieka związane jest ze względną zmianą bodźca. Zatem z pojęciem głośności związane jest pojęcie poziomu natężenia dźwięku {\displaystyle L_{I}} oraz poziomu ciśnienia akustycznego {\displaystyle L_{p}}:
{\displaystyle L_{I}\,[{\text{dB}}]=10\log _{10}{\frac {I}{I_{0}}},}
{\displaystyle L_{p}\,[{\text{dB}}]=20\log _{10}{\frac {p}{p_{0}}}.}
dB(A) – jednostka natężenia dźwięku. Przy pomiarze wykorzystuje się częstotliwościową charakterystykę korekcyjną {\displaystyle A,} która optymalizuje pomiar ze względu na charakterystykę słuchu człowieka. W pomiarach akustycznych wykorzystywane są również częstotliwościowe charakterystyki korekcyjne {\displaystyle C} oraz {\displaystyle Z} (tzw. zerową).
| Hz | 31,5  | 63    | 125   | 250  | 500  | 1000 | 2000 | 4000 | 8000 |
| -- | ----- | ----- | ----- | ---- | ---- | ---- | ---- | ---- | ---- |
| dB | −39,4 | −26,2 | −16,1 | −8,6 | −3,2 | 0    | 1,2  | 1    | −1,1 |

| Hz | 10    | 12,5  | 16    | 20    | 25    | 31,5  | 40    | 50    | 63    | 80    | 100   | 125   | 160   | 200   | 250  | 315  | 400  | 500  | 630  | 800  | 1000 | 1250 | 1600 | 2000 | 2500 | 3150 | 4000 | 5000 | 6300 | 8000 | 10000 | 12500 | 16000 | 20000 |
| -- | ----- | ----- | ----- | ----- | ----- | ----- | ----- | ----- | ----- | ----- | ----- | ----- | ----- | ----- | ---- | ---- | ---- | ---- | ---- | ---- | ---- | ---- | ---- | ---- | ---- | ---- | ---- | ---- | ---- | ---- | ----- | ----- | ----- | ----- |
| dB | −70,4 | −63,4 | −56,7 | −50,5 | −44,7 | −39,4 | −34,6 | −30,2 | −26,2 | −22,5 | −19,1 | −16,1 | −13,4 | −10,9 | −8,6 | −6,6 | -4,8 | −3,2 | −1,9 | −0,8 | 0    | 0,6  | 1    | 1,2  | 1,3  | 1,2  | 1    | 0,5  | −0,1 | −1,1 | −2,5  | −4,3  | −6,6  | −9,3  |